# Cătălin Predoiu
Cătălin Marian Predoiu (Buzău, 27 de agosto de 1968) es un abogado y político rumano que se desempeñó como Primer Ministro interino de Rumania desde el 6 de mayo hasta el 23 de junio de 2025, tras la renuncia de Marcel Ciolacu. Previamente ejerció de forma interina el mismo puesto del 12 de junio al 15 de junio de 2023, tras la renuncia de Nicolae Ciucă, habiendo servido anteriormente del 6 al 9 de febrero de 2012, tras la renuncia de Emil Boc. Anteriormente había sido Ministro de Justicia de Rumania en tres ocasiones (2008-2012, 2019-2020 y 2021-2023) asi como Ministro de Asuntos Exteriores en 2009. Asimismo, fue miembro de la Cámara de Diputados desde 2016 hasta 2024, y desde este último año en miembro del Senado.